# Expedition Robinson 2004
Expedition: Robinson 2004 var den åttonde säsongen av dokusåpan Expedition Robinson och sändes i TV3 med Robert Aschberg som programledare. Säsongen startade 11 september 2004 och producenter var Hasse Aro och Claes Leinstedt
. Vinnare blev Jerry Forsberg från Malmö som i finalen stod mot Fike Najafi. 

## Deltagare
- Belina Jarra, Göteborg
- Camilla Nyström, Göteborg
- Caroline Johansson, Göteborg
- Dan Karlsson, Östra Deje
- Dennis Fernholm, Borås
- Fike Najafi, Göteborg
- Frida Lundell, Norrköping
- Gabriella Kopasz, Göteborg
- Göran C. Larsson, Höllviken
- Isabel Adrian, Göteborg
- Jenny Åström, Fagersta
- Jerry Forsberg, Malmö (vinnare)
- Johanna Hakala, Kristianstad
- Johnny Leinonen, Motala
- Mikael Lundell, Stockholm
- Nicolas Nath, Stockholm
- Oliver Kempe, Stockholm
- Rasmus Nilsson, Bromma
- Shante Shekhanzai, Göteborg
- Tina Dadasvand, Malmö